# ستيفن سيم
ستيفن سيم (بالملايوية: Sim Chee Keong)‏ هو سياسي ماليزي، ولد في 13 مايو 1982 في بينانق في ماليزيا. حزبياً، نشط في حزب العمل الديمقراطي (ماليزيا). وقد انتخب عضو ديوان الرعية ‏ عن دائرة Bukit Mertajam (federal constituency) ‏ وقد انضم خلال فترته النيابية ‏  للكتلة البرلمانية تحالف الأمل (ماليزيا).